# Downwind
Downwind is een album van Pierre Moerlen's Gong. Het is het eerste Gong-album onder de naam Pierre Moerlen's Gong. Na het succes van Gazeuse! en Expresso II kreeg Moerlen een aantal beroemde musici zover om mee te spelen op dit album. Er is niet aangegeven, wie waar meespeelt. Alleen de bijdrage van Mike Oldfield is goed herkenbaar; het nummer "Downwind" klinkt als Tubular Bells en dan met name het deel dat gebruikt werd in de film The Exorcist (1973). De spacerock van Gong verdwijnt langzaam naar de achtergrond en maakt plaats voor jazzrock, met de herkenbare vibrafoons.

## Musici
Pierre Moerlen, Benoit Moerlen, Hansford Rowe, François Causse, Ross Record, Mike Oldfield, Mick Taylor, Steve Winwood.

## Tracks
| Nr. | Titel                                                                             | Duur  |
| --- | --------------------------------------------------------------------------------- | ----- |
| 1.  | Aeroplane                                                                         | 2:45  |
| 2.  | Crosscurrents (intro gebruikt in een aflevering van Bassie & Adriaan: De Diamant) | 6:17  |
| 3.  | Downwind (met Mike Oldfield)                                                      | 12:35 |
| 4.  | Jin-go-lo-ba (cover van Babatunde Olatunji)                                       | 3:31  |
| 5.  | What You Know                                                                     | 3:47  |
| 6.  | Emotions                                                                          | 4:50  |
| 7.  | Xtasea                                                                            | 6:42  |

- MusicBrainz release group: ab4ce2b0-ccda-3d31-a399-adb33df9e1b1